# Claire Pimparé
Claire Pimparé est une actrice et animatrice québécoise née le 22 août 1952 à Saint-Eustache. Pendant des années, elle a joué le rôle de Passe-Carreau, dans la célèbre série pour enfants, Passe-Partout.
À la fin des années 1980 et dans les années 1990, elle a été la présentatrice du magazine de vulgarisation scientifique québécois OMNIScience.

## Biographie
Depuis 2012, elle est porte-parole pour la Fondation du Le petit Blanchon.
Elle est la mère de l'acteur et réalisateur Dominic James.

## Filmographie
- 1972 : L'apparition
- 1977 : Passe-Partout (série télévisée) : Passe-Carreau
- 1977 : Le Pont  (série télévisée) : Diane
- 1977 : Panique
- 1980 : Marisol (série télévisée) : Danielle
- 1981 : Chairman of the Board (série télévisée)
- 1981 : Yesterday (Gabrielle) : Gabrielle Daneault
- 1981 : Salut! J.W. (TV) : Claire
- 1981 : Ticket to Heaven : membre de Sharing Group
- 1984 : Mario : travailleuse sociale
- 1989 : OMNIScience (émission de télévision) : présentatrice
- 1990 : Pas de répit pour Mélanie : la femme médecin
- 1991 : Love-moi : l'avocate
- 1992 : À bien y penser (émission de télévision) : animatrice
- 1992 : Ma sœur, mon amour : Mme Lemieux
- 2009 : La Galère  (série télévisée)[4] : lectrice de feuilles de thé
- 2011 : Angle mort : Claire

## Discographie
- 1982: DansExercice: Narration[5]
- 1982: Moi et Fafoin: Narration
- 1983: DansExercice 2: Narration
- 1984: Moi et Fafoin vol. 2: Narration
- 1988: La grenouille et la baleine: Narration
- 1988: Les Aventuriers du Timbre perdu: Narration
- 1987: Une journée dans la vie d'un enfant.

## Récompenses et nominations
- Adisq 1984: Moi et Fafoin (gagnante)
- Adisq 1985: Moi et Fafoin vol. 2 (nomination)
- Adisq 1988: Une journée dans la vie d'un enfant (nomination)
- Prix Métrostar 1991: Jeunesse:  Artiste émission pour enfant (nomination)